# Portavoce della Casa Bianca
Il Portavoce della Casa Bianca (White House Press Secretary) è un membro dell'ufficio esecutivo del Presidente degli Stati Uniti d'America. Si occupa delle relazioni con la stampa e con i media in generale per conto del Presidente, da cui è direttamente nominato.
La portavoce è Karoline Leavitt dal 20 gennaio 2025.

## Lista di Portavoce della Casa Bianca
| Anni | Portavoce               | Presidente            |
| --- | ----------------------- | --------------------- |
| 1929–1931 | George Edward Akerson   | Herbert Hoover        |
| 1931–1933 | Ted Joslin              | Herbert Hoover        |
| 1933–1945 | Stephen Early           | Franklin D. Roosevelt |
| 1945 | J. Leonard Reinsch      | Franklin D. Roosevelt |
| 1945 | Jonathan W. Daniels     | Franklin D. Roosevelt |
| 1945 | Jonathan W. Daniels     | Harry S. Truman       |
| 1945–1950 | Charles Griffith Ross   |                       |
| 1950 | Stephen Early           |                       |
| 1950–1952 | Joseph Short            |                       |
| 1952–1953 | Roger Tubby             |                       |
| 1953–1961 | James Hagerty           | Dwight D. Eisenhower  |
| 1961–1964 | Pierre Salinger         | John F. Kennedy       |
| 1961–1964 | Pierre Salinger         | Lyndon B. Johnson     |
| 1964–1965 | George Reedy            |                       |
| 1965–1966 | Bill Moyers             |                       |
| 1966–1969 | George Christian        |                       |
| 1969–1974 | Ron Ziegler             | Richard Nixon         |
| 1974 | Jerald terHorst         | Gerald Ford           |
| 1974–1977 | Ron Nessen              | Gerald Ford           |
| 1977–1981 | Jody Powell             | Jimmy Carter          |
| 1981–1989 | James Brady 1           | Ronald Reagan         |
| 1981–1987 | Larry Speakes 2         | Ronald Reagan         |
| 1987–1989 | Marlin Fitzwater 2      | Ronald Reagan         |
| 1989–1993 | Marlin Fitzwater        | George H.W. Bush      |
| 1993–1994 | Dee Dee Myers 3         | Bill Clinton          |
| 1993 | George Stephanopoulos 4 | Bill Clinton          |
| 1994–1998 | Mike McCurry            | Bill Clinton          |
| 1998–2000 | Joe Lockhart            | Bill Clinton          |
| 2000–2001 | Jake Siewert            | Bill Clinton          |
| 2001–2003 | Ari Fleischer           | George W. Bush        |
| 2003–2006 | Scott McClellan         | George W. Bush        |
| 2006–2007 | Tony Snow               | George W. Bush        |
| 2007–2009 | Dana Perino             | George W. Bush        |
| 2009–2011 | Robert Gibbs            | Barack Obama          |
| 2011–2014 | Jay Carney              | Barack Obama          |
| 2014–2017 | Josh Earnest            | Barack Obama          |
| 2017 | Sean Spicer             | Donald Trump          |
| 2017–2019 | Sarah Huckabee Sanders  | Donald Trump          |
| 2019–2020 | Stephanie Grisham       | Donald Trump          |
| 2020–2021 | Kayleigh McEnany        | Donald Trump          |
| 2021–2022 | Jen Psaki               | Joe Biden             |
| 2022–2025 | Karine Jean-Pierre      | Joe Biden             |
| 2025–in carica | Karoline Leavitt        | Donald Trump          |
| 1 Non parlò più con la stampa dopo essere stato ferito nel Tentato omicidio di Reagan. 2 Portavoce della Casa Bianca De facto (in quanto Vice di Brady). 3 Non parlò alla stampa mentre George Stephanopoulos era Direttore delle Comunicazioni. Prima donna a ricoprire quest'incarico. 4 Portavoce della Casa Bianca De facto (in quanto Direttore delle Comunicazioni). |                         |                       |